# Ruthelma Stevensová
Ruthelma Stevensová (1903 Wichita – 1984 New York) byla americká filmová herečka.
Její matkou byla paní Beatrice Stevensová. V listopadu 1933 se Ruthelma v arizonské Yumě provdala za Walda H. Logana, „bohatého mladého sportovce“. Manželství bylo zveřejněno v červnu 1934.
Stevensová debutovala ve filmu Life Begins. Poté, co působila na Broadwayi, podepsala dlouhodobou smlouvu. Na Broadwayi se objevila ve hrách jako Speak Easy (1927), Jarnegan (1928), Hotel Universe (1930), Roadside (1930), Anatol (1931), Life Begins (1932) a A Red Rainbow (1953).

## Filmografie
- The Night Club Lady (1932)
- Life Begins (1932)
- Vanity Street (1932)
- No More Orchids (1932)
- Grand Slam (1933)
- The Mind Reader (1933)
- The Circus Queen Murder (1933)
- The Working Man (1933)
- Ann Carver's Profession (1933)
- Curtain at Eight (1933)
- The Scarlet Empress (1934)
- Desirable (1934)
- Wake Up and Dream (1934)
- The Florentine Dagger (1935)
- People Will Talk (1935)
- Chinatown Squad (1935)
- Dante's Inferno (1935)
- Orchids to You (1935)
- Not Wanted (1949)
- The Fountainhead (1949)
- Trial Without Jury (1950)
- A Life of Her Own (1950)
- Harvey (1950)
- Apache Drums (1951)
- Too Young to Kiss (1951)
- Jet Pilot (1957)